# Іст-Массапеква (Нью-Йорк)
Іст-Массапеква (англ. East Massapequa) — переписна місцевість (CDP) в США, в окрузі Нассау штату Нью-Йорк. Населення — 19 854 особи (2020).

## Географія
Іст-Массапеква розташований за координатами 40°40′35″ пн. ш. 73°26′9″ зх. д. / 40.67639° пн. ш. 73.43583° зх. д. (40.676488, -73.435962).  За даними Бюро перепису населення США в 2010 році переписна місцевість мала площу 9,20 км², з яких 8,91 км² — суходіл та 0,29 км² — водойми.

## Демографія
Згідно з переписом 2010 року, у переписній місцевості мешкало 19 069 осіб у 6599 домогосподарствах у складі 5013 родин. Густота населення становила 2072 особи/км².  Було 6796 помешкань (738/км²).
Расовий склад населення:
| - 80,1 % — білих - 12,7 % — чорних або афроамериканців - 2,1 % — азіатів - 0,3 % — корінних американців - 2,7 % — осіб інших рас |

До двох чи більше рас належало 2,1 %. Частка іспаномовних становила 10,1 % від усіх жителів.
За віковим діапазоном населення розподілялося таким чином: 22,7 % — особи молодші 18 років, 61,1 % — особи у віці 18—64 років, 16,2 % — особи у віці 65 років та старші. Медіана віку мешканця становила 42,4 року. На 100 осіб жіночої статі у переписній місцевості припадало 94,4 чоловіків;  на 100 жінок у віці від 18 років та старших — 91,7 чоловіків також старших 18 років.
Середній дохід на одне домашнє господарство  становив 112 802 долари США (медіана — 94 589), а середній дохід на одну сім'ю — 125 048 доларів (медіана — 105 949). Медіана доходів становила 61 071 долар для чоловіків та 52 202 долари для жінок. За межею бідності перебувало 5,8 % осіб, у тому числі 9,7 % дітей у віці до 18 років та 5,7 % осіб у віці 65 років та старших.
Цивільне працевлаштоване населення становило 10 124 особи. Основні галузі зайнятості: освіта, охорона здоров'я та соціальна допомога — 27,2 %, науковці, спеціалісти, менеджери — 12,0 %, роздрібна торгівля — 8,9 %, фінанси, страхування та нерухомість — 8,7 %.